# Societas Rosicruciana in Anglia
La Societas Rosicruciana in Anglia (S. R. I. A.) es una sociedad rosacruz, esotérica y cristiana fundada por Robert Wentworth Little entre 1865 y 1867. No es una orden masónica (no está atada a la estructura de ninguna gran logia ni rito masónico), aunque sus aspirantes deben ser estrictamente confirmados como maestros masones por una logia que esté en concordia con la Gran Logia Unida de Inglaterra.

## Descripción
La estructura y los grados de esta orden, tal y como indicó Arthur Edward Waite, están derivados de la Orden de la Rosacruz Dorada, fundada en Alemania en el siglo XVIII. Este sistema de grados fue usado posteriormente por la Orden Hermética de la Aurora Dorada.
Los miembros (fratrers) de la sociedad se reúnen en Colleges, que están presididos por un celebrante elegido anualmente que también supervisa todas las ceremonias de la Primera Orden. Los adeptos jefes son responsables de todos los colegios de su provincia, supervisan todas las actividades ceremoniales de la Segunda Orden y son seleccionados por el Mago Supremo que gobierna la sociedad en todo el mundo a través de su Alto Consejo y supervisa las ceremonias de la Tercera Orden.
Hay Colleges de la S. R. I. A. en Inglaterra, Gales, Australia, Nueva Zelanda, Canadá, Francia, Alemania, Países Bajos, Hungría y la India.
Cada miembro (frater) es animado a investigar, presentar y discutir documentos sobre un rango de asuntos, incluyendo el simbolismo, la alquimia, la inteligencia artificial, la filosofía, el esoterismo, la espiritualidad y el misticismo.

## Sede y biblioteca
La sede nacional de la sociedad estaba en el Salón Stanfield en Hampstead, Londres, hasta que en 2022 se trasladó al Salón Harlthorpe en Yorkshire.
La sociedad tiene una biblioteca con ejemplares raros, algunos de los cuales tienen 400 años, en la cual hay libros rosacruces, cartas y manuscritos. Esta colección está en depósito en la Biblioteca y Museo de la Francmasonería del Salón de la Francmasonería de Londres, sede de la Gran Logia Unida de Inglaterra.

## Organizaciones relacionadas
La Societas Rosicruciana in Anglia ha dado lugar a organizaciones similares en Escocia (Societas Rosicruciana in Scotia), Portugal (Societas Rosicruciana in Lusitania) y América (Societas Rosicruciana in Civitatibus Foederatis).
La Real Orden de Eri es una sociedad irlandesa donde hace falta ser miembro de la francmasonería y de la S. R. I. A.. Los miembros deben tener el 5º grado o más en la S. R. I. A. para poder ser invitados.